# Kafr Jasif
Kafr Jasif (hebr. כפר יאסיף; arab. كفر ياسيف; ang. Kafr Yasif; pol. Wieś Józefa) – samorząd lokalny położony w Dystrykcie Północnym, w Izraelu.

## Położenie
Miejscowość Kafr Jasif jest położona na wysokości 62 metrów n.p.m. na wzgórzach w Zachodniej Galilei. Po stronie wschodniej wznoszą się wzgórza masywu górskiego Matlul Curim (wysokość dochodzi do 769 m n.p.m.) w Górnej Galilei. Po stronie południowej przepływa strumień Jasaf, a na północnym zachodzie strumień Zoch. Okoliczny teren opada w kierunku zachodnim w stronę równiny przybrzeżnej Izraela. W jego otoczeniu znajdują się miasto Akka, miejscowości Abu Snan, Jirka, Julis i Dżudajda-Makr, kibuce Szamerat, Lochame ha-Geta’ot i Bet ha-Emek, oraz wieś komunalna Nes Ammim.

### Podział administracyjny
Kafr Jasif jest położone w Poddystrykcie Akki, w Dystrykcie Północnym.

## Demografia
Zgodnie z danymi Izraelskiego Centrum Danych Statystycznych w 2011 roku w Kafr Jasif żyło prawie 9 tys. mieszkańców, z czego 52,4% Arabowie chrześcijanie, 44,3% Arabowie muzułmanie i 3,3% Druzowie. Wskaźnik wzrostu populacji w 2011 roku wynosił 1,1%. Zgodnie z danymi Izraelskiego Centrum Danych Statystycznych średnie wynagrodzenie pracowników w Kafr Jasif w 2009 roku wynosiło 4640 ILS (średnia krajowa 7070 ILS).
| Wiek (w latach) | Procent populacji w % |
| --------------- | --------------------- |
| 0 – 4           | 8,2                   |
| 5 – 9           | 9,6                   |
| 10 – 14         | 9,6                   |
| 15 – 19         | 10,3                  |
| 20 – 29         | 14,8                  |
| 30 – 44         | 21,8                  |
| 45 – 59         | 16,5                  |
| 60 – 64         | 3,0                   |
| 65 –            | 6,4                   |

Źródło danych: Central Bureau of Statistics.

## Historia
Historycy utożsamiają miejscowość z biblijnym miastem żydowskim Chosa W I wieku wspominał o nim żydowski historyk Józef Flawiusz, a następnie Talmud i Miszna. Społeczność żydowska była tutaj obecna aż do XIX wieku. W czasach krzyżowców mieszkańcy płacili dziesięcinę na rzecz Królestwa Jerozolimskiego. W 1824 roku żydowski podróżnik David d'Beth Hillel napisał, że w osadzie znajdowała się mała synagoga. W wiosce żyło wówczas około 15 rodzin żydowskich, mówiących po arabsku. W 1841 roku lokalna społeczność żydowska została zniszczona, a pozostałych Żydów przesiedlono do Akki. W Kafr Jasif zachował się po nich starożytny cmentarz żydowski. Pod koniec XIX wieku francuski podróżnik Victor Guérin opisał Kafr Jasif jako dużą wioskę z 600 mieszkańcami muzułmańskimi i chrześcijańskimi. W wyniku I wojny światowej w 1918 roku cała Palestyna przeszła pod panowanie Brytyjczyków. W 1925 roku Kafr Jasif otrzymało status samorządu lokalnego. Podczas arabskiego powstania w Palestynie (1936–1939) w lutym 1939 roku do miejscowości wkroczyli brytyjscy żołnierzy. Mieszkańców oskarżono o napaść na brytyjskiego żołnierza i przeprowadzono brutalną akcję pacyfikacyjną. Spalono wówczas 70 domów, a kolejnych 40 wysadzono. Gdy rok później okazało się, że napastnicy nie pochodzili z Kafr Jasif, Brytyjczycy w ramach przeprosin wybudowali tutejszy ratusz miejski i szkołę. Przyjęta 29 listopada 1947 roku Rezolucja Zgromadzenia Ogólnego ONZ nr 181 w sprawie podziału Palestyny przyznawała ten rejon państwu arabskiemu. Podczas wojny domowej w Mandacie Palestyny na początku 1948 roku do miejscowości wkroczyły siły Arabskiej Armii Wyzwoleńczej, które paraliżowały żydowską komunikację w całym obszarze Galilei. Podczas I wojny izraelsko-arabskiej Izraelczycy przeprowadzili w tym rejonie operację Dekel, i 10 lipca 1948 roku bez walki zajęli Kafr Jasif. W odróżnieniu od wielu arabskich wiosek w Galilei, Izraelczycy nie wysiedlili mieszkańców Kafr Jasif. Dzięki temu miejscowość zachowała swój pierwotny charakter.

## Polityka
Siedziba władz samorządowych znajduje się w północnej części miejscowości. Przewodniczącym rady jest Awni Toma.

## Architektura
Miasteczko posiada typową arabską architekturę, charakteryzującą się ciasną zabudową i wąskimi, krętymi uliczkami. Zabudowa powstawała bardzo chaotycznie, bez zachowania jakiegokolwiek wspólnego stylu architektonicznego.

## Kultura
W miejscowości jest ośrodek kultury i biblioteka publiczna.

## Edukacja i nauka
W miejscowości znajdują się 4 szkoły. W 2010 roku uczyło się w nich ogółem ponad 2 tys. uczniów, w tym 1,3 tys. w szkołach podstawowych. Średnia liczba uczniów w klasie wynosiła 29.

## Sport i rekreacja
W północnej części miasteczka znajduje się boisko do piłki nożnej. Mniejsze boiska oraz sale sportowe są zlokalizowane przy szkołach.

## Gospodarka
Lokalna gospodarka opiera się na małej działalności produkcyjnej oraz handlu. Część mieszkańców pracuje w okolicznych strefach przemysłowych.

## Komunikacja
Przez centrum miejscowości przebiega droga nr 70, którą jadąc na północny zachód dojeżdża się do kibucu Bet ha-Emek, lub jadąc na południe dojeżdża się do miasteczka Dżudajda-Makr. Lokalnymi drogami można dojechać do sąsiednich miasteczek Abu Sinan, Jirka i Julis.